# مای تریال
مای تریال (استونیایی: Mai Treial؛ زادهٔ ۲۲ مهٔ ۱۹۵۲) سیاست‌مدار و نماینده سابق مجلس اهل استونی است.